# Communautés végétales
Les communautés végétales sont composées d’individus de plusieurs espèces qui sont en interaction avec des individus de même espèce ainsi qu’avec des individus d’espèces différentes. La structuration des communautés végétales est contrôlée par les interactions intra-spécifiques ainsi qu'inter-spécifiques. En écologie, la structure des communautés est régie par les étages inférieurs du réseau trophique, et donc par les producteurs primaires. C'est pourquoi les interactions plantes-microorganismes pilotent la structure et les processus bio-chimiques des communautés de plante.

## Interactions plantes-microorganismes
Il existe plusieurs types d'interactions entre les plantes et les microorganismes. Celles-ci peuvent être mutualistes, les deux parties tirant un bénéfice réciproque, ou phytopathogéniques, c'est-à-dire que ces interactions peuvent avoir un effet négatif sur la plante.

### Interactions symbiotiques
Les interactions symbiotiques entre les plantes et les microorganismes mènent à une association étroite et durable entre les individus, ou symbiotes.  
Selon les types de plantes et sa localisation géographique (zones tempérées, tropicales, haute altitude, basse altitude…), la symbiose avec différents microorganismes, tels que les champignons, permet l'acquisition de nouveaux caractéristiques et bénéfices qui peuvent venir compenser les faiblesses du partenaire.  
L'exemple de la mycorhize, l'association la plus connue, implique les racines des plantes et les symbiotes microbiens comme les champignons. Cette symbiose permet à une plante à système racinaire très ramifié d'acquérir une meilleure protection contre les pathogènes, ou à une plante à système racinaire réduit d'avoir une meilleure absorption des nutriments du sol, comme le phosphore ou l'azote. En échange, la plante fournit à ses partenaires du carbone.
Parmi les microorganismes du sol se trouvent aussi les bactéries. Il s’agit d’organismes procaryotes, dont le noyau cellulaire et le cytoplasme sont mêlés, vivants et microscopiques. Par leur rôle ils sont considérés comme essentiels dans la formation de la structure du sol, les processus physico-chimiques, fonctionnels et les successions écologiques. Bien que leurs actions soient multiples, il existe un type de bactéries favorisant la croissance des plantes, appelées Plant Growth-Promoting Bacteria ou PGPB. Elles sont notamment composées de Pseudomonas, Enterobacter et Arthrobacter, pouvant être présentes dans le réseau racinaire (rhizosphère) comme dans le tissu des plantes. Par leur diversité génétique au sein d’une même espèce, et entre espèces, elles sont capables de coloniser tout type de milieux. 
La croissance de la plante est le résultat final de l’action des bactéries dans le sol. Tout d’abord, les bactéries permettent un meilleur accès aux nutriments. En effet si la majorité des plantes sont incapables de solubiliser des composés minéraux, les bactéries phototrophe, chimiotrophes, hétérotrophes ou sidérophores le peuvent. En effet, elles agissent par un processus physico-chimique de chélation qui leur permet de synthétiser des éléments minéraux (présents dans la matière organique ou non) tels que le fer, phosphate, de l’azote atmosphérique, et beaucoup d’autres minéraux essentiels au fonctionnement des cellules. Ainsi elles rendent accessibles, sous la forme de nutriments, les composés chimiques essentiels à la croissance des plantes. Par ailleurs certaines bactéries sont capables de produire des protéases (enzymes intervenant dans la croissance des plantes) et de la cellulose, au sein des cellules de plantes. Enfin les bactéries exopolysaccharides participent à la formation d’agrégats et permettent de structurer le sol. 
Ensuite, ces bactéries participent directement à la croissance des plantes, sous la forme de symbiote, en participant à la création de phytohormones et de régulateur de croissance. Ces acides permettent l’abaissement du niveau d’éthylène dans les plantes, et ainsi un développement plus rapide du rhizome.
Enfin, le PGPB agit aussi en tant qu’agent de bio-contrôle au travers de multiples actions. Tout d’abord ces bactéries peuvent protéger les plantes en abaissant différents critères physico-chimiques dont l’acidité, la quantité de métaux lourds, en les stockant sous différentes formes ou en les rendant consommables par la plante. D’autre part, certaines, par leur action de compétition pour l’accès à leur ressource et leur résistance, sont capables d’inhiber des agents pathogènes dont des pathogènes fongiques, ou encore des maladies bactériennes telles que le feu bactérien.

### Interactions néfastes pour les plantes

#### Champignons et Oomycètes
Malgré une longue confusion entre les champignons et les oomycètes due au fait qu’il se développent tous sous forme d’hyphes, on sait désormais que ces deux groupes de microorganismes appartiennent à des groupes phylogénétiques distincts. Les oomycètes sont notamment caractérisés par une paroi majoritairement composée de cellulose et non de chitine comme chez les champignons. Il existe neuf genres d’Oomycètes mais deux seulement comprennent des organismes phytopathogènes : ce sont les genres Phytophthora et Pythium. Cependant certains Pythium étant des parasites d’autres oomycètes, ils ont donc parfois une action bénéfique pour les plantes. 
Les champignons et les oomycètes peuvent être classés en trois catégories selon leur mode de vie : il existe des espèces biotrophes qui prélèvent leur matière organique sur leur hôte vivant, des espèces nécrotrophes qui la prélèvent sur leur hôte après l’avoir tué, et des espèces hémibiotrophes qui présentent tout d’abord une phase biotrophe puis une phase nécrotrophe. 
Chez les champignons, l’infection de la plante se déroule en deux temps. Tout d’abord, le champignon se fixe à son hôte grâce des substances mucilagineuses présentes sur les hyphes, puis il pénètre dans la plante par la formation d’un appressorium et d’un suçoir. L’appressorium est une structure permettant au champignon de pénétrer à l’intérieur de la cellule hôte en développant une pression mécanique sur la paroi de la cellule végétale. Certain champignons sont également capables de secréter des enzymes comme des cutinases et des lipases ainsi que des cellulases, des hémicellulases et des pectinases provoquant le relâchement ou la dissolution des cires et des parois végétales respectivement. Le mécanisme d’infection par les oomycètes ressemble beaucoup à celui des champignons, mais il existe des différences moléculaires importantes. On sait également que les oomycètes du genre Pythium sont attirés par les exsudats racinaires des plantes dans la rhizosphère. 
Une fois la phase d’infection terminée, les champignons peuvent attaquer la plante en sécrétant différents types de composés : des enzymes, des toxines, des polysaccharides et des hormones végétales. Certains champignons sécrètent des enzymes leur permettant de décomposer la matière organique des cellules végétales comme des amylases (décomposition de l’amidon) ou des phospholipases et autres lipases (décomposition des lipides). Les toxines sont des composés toxiques pour les plantes. Elles ont plusieurs modes d’action et peuvent par exemple modifier la perméabilité des membranes cellulaires ou inhiber la production de certaines enzymes, perturbant ainsi le métabolisme de la cellule hôte. Les hormones végétales sont des composés naturellement produits par les plantes qui sont impliqués dans le développement des végétaux mais dont le fonctionnement est très dépendant de la concentration. Ainsi, les champignons sont capables d’affecter la croissance des plantes et de leur causer des maladies soit en perturbant la production de ces phytohormones par la plante, soit en en produisant eux-mêmes. Les modes d’action des oomycètes sont encore peu connus.

#### Bactéries
Les bactéries phytopathogènes sont représentées par deux groupes : les protéobactéries et les actinobactéries. 
Les bactéries peuvent pénétrer à l’intérieur de la plante via des ouvertures naturelles comme les stomates ou les lenticelles, ou bien par des blessures au niveau des racines, des tiges ou des feuilles. Certaines bactéries sont également directement transmises par des insectes. De plus, les bactéries ont développé des mécanismes leur permettant d’adhérer aux surfaces de leur hôte : les pili et des facteurs de surface, composés aux propriétés adhésives,. 
Tout comme les champignons, les bactéries ont développé différents mécanismes d’attaque des plantes dont les symptômes sont des flétrissures, des taches, des brûlures, des chancres, ou des galles. Elles peuvent ainsi sécréter des enzymes, des toxines, des exopolysaccharides ou des hormones végétales grâce à six systèmes de sécrétion différents (T1SS à T6SS). Certaines bactéries sécrètent des toxines qui sont des métabolites secondaires affectant la biochimie de l’hôte. D’autres sont capables de provoquer une obstruction des vaisseaux conducteurs de la plante par des exopolysaccharides. D’autres encore peuvent engendrer l’apparition des pourritures molles par synthèse d’enzymes. Enfin, certaines bactéries peuvent entraîner le développement anormal de tissu ou l’apparition de tumeurs végétales en perturbant le système phytohormonal.

## Structuration et diversité des communautés végétales
Le modèle de Bever fait l’hypothèse d’une rétroaction entre les communautés végétales et les microorganismes du sol. Ce modèle propose que dans un premier temps la composition de la communauté végétale détermine la composition de la communauté microbienne du sol, puis que les individus de la communauté végétale ont des taux de croissance qui diffèrent selon la nouvelle composition de la communauté microbienne.  
Les interactions symbiotiques tendent à diminuer la diversité de la communauté végétale par un processus de rétroaction positive. Pour une communauté avec deux espèces de plantes et deux espèces de microorganismes symbiotiques, le microorganisme le plus abondant favorise la croissance de la plante dont il est spécialiste, et cette plante finit par exclure l’autre. Ainsi la communauté est très peu diverse. 
Les microorganismes pathogènes spécialistes tendent à augmenter la diversité des communautés végétales par un processus de rétroaction négative. Pour une communauté avec deux espèces de plantes et deux espèces de pathogènes, une forte abondance d’un pathogène défavorise la croissance de la plante dont il est spécialiste par rapport à l’autre plante, et ainsi cette deuxième prend le dessus sur la communauté. Cela avantage le pathogène de la deuxième plante et favorise la croissance de la première plante ce qui ramène à la première étape de la boucle. Ainsi, il y a toujours deux espèces de plantes dans la communauté végétale et la diversité est maintenue. 
L’hypothèse de Janzon-Connell propose qu’une forte mortalité due à la densité importante d’individus d’une espèce avantage les espèces les plus rares de la communauté, ce qui explique le maintien de la diversité. L’interaction entre cet effet densité-dépendant et la présence de microorganismes pathogènes dans le sol amplifie l’effet du maintien de la diversité.